# Carrara
Carrara é uma comuna italiana da região da Toscana, província de Massa-Carrara, com cerca de 65.560 habitantes. Estende-se por uma área de 71 km², desde as montanhas até ao mar, por uma largura média de 8.940 km. A altitude situa-se entre os 1.749 metros, tendo uma densidade populacional de 923 hab/km². Faz fronteira com Fivizzano, Fosdinovo, Massa, Ortonovo (SP), Sarzana (SP).

## Mármore
O mármore de Carrara é famoso desde a Roma Antiga, quando foi utilizado para construir o Panteão. Muitas esculturas do Renascimento, como por exemplo David de Michelangelo também foram esculpidas em mármore de Carrara.
A produção de mármore da cidade é exportada para todo o mundo. Ali também é esculpido e trabalhado o mármore de outras partes do mundo de forma comercial.

## História
O município de Carrara foi fundado em 1235. Durante séculos, foi governado por Pisa (1235), Lucca (1322), Gênova (1329) e Milão (1343). Depois da morte de Pilippo Maria Visconti de Milão em 1477, Carrara foi tomada por Tommaso Campogregoso, rei da Sarzana, pertencente à família Malaspina. Massa-Carrara formaram o Ducado de Massa-Carrara do século XV ao século XIX.
Em 1929, os municípios de Carrara, Massa e Montignoso foram unidos em uma única municipalidade chamada Apuania. Em 1945, a antiga formação foi restaurada.
Carrara foi o local onde se formou a Federação Internacional dos Anarquistas (IFA - International Federation of Anarchists) em 1968.
O nome Carrara provavelmente vem do termo "kar" (pedra) usado na Antiguidade.

## Demografia
| Variação demográfica do município entre 1861 e 2011                               |
|                                                                                   |
| Fonte: Istituto Nazionale di Statistica (ISTAT) - Elaboração gráfica da Wikipedia |

## Personalidades

### Francesco Gabbani
Francesco Gabbani, nascido em 09 de setembro de 1982, é um cantor e compositor, vencedor do tradicional Festival de Sanremo em duas oportunidades: em 2016 na categoria "Nova Proposta" (iniciantes) e em 2017 na categoria "Big" (principal). Representou a Itália no Festival Eurovisão da Canção 2017.

### Gianluigi Buffon
Gianluigi Buffon, nascido em 28 de janeiro de 1978, é goleiro da seleção italiana e da Juventus, campeão do mundo com a Itália em 2006 e considerado o maior goleiro da história do futebol.